# Украв однажды
«Украв однажды» (англ. Once a Thief) — фильм нуар режиссёра В. Ли Уайлдера, который вышел на экраны в 1950 году.
Фильм рассказывает о магазинной воровке Марджи Фостер (Джун Хэвок), которая решает завязать с преступной жизнью и устраивается на работу официанткой. Вскоре она влюбляется в учтивого владельца магазинчика Митча (Сизар Ромеро), который обманом вытягивает из неё все накопленные деньги, а затем сдаёт полиции. Узнав о его предательстве, Марджи находит способ сбежать из тюрьмы и жестоко отомстить бывшему возлюбленному.
Фильм получил сдержанные отзывы критики, отметившей с лучшей стороны актёрский состав картины.

## Сюжет
Привлекательная, 28-летняя блондинка Марджори «Марджи» Фостер (Джун Хэвок), которая объявлена в розыск по подозрению в убийстве, сама является в полицейский участок Лос-Анджелеса, где рассказывает свою историю:
Несколько лет назад Марджи прибыла из сельской провинции в Сан-Франциско, где устроилась работать на фабрику. Однако когда фабрику закрыли, Марджи долго не могла найти работу и жила практически впроголодь. Однажды она познакомилась с Перл (Айрис Эдриан), опытной магазинной воровкой, которая обучила ей своему ремеслу. Некоторое время девушки работали вместе, осуществив несколько успешных краж с прилавков ювелирных магазинов. Однако однажды работники магазина заметили момент кражи и погнались за Марджи. Перл, которая ждала её в машине, почувствовав неладное, не стала дожидаться подругу и уехала. Марджи оторвалась от преследователей, и на автобусной станции успела запрыгнуть в автобус, отправляющийся в Лос-Анджелес.
После этого эпизода Марджи решила не связываться более с воровством и вернуться к честной жизни. В Лос-Анджелесе она устроилась на работу официанткой в кафе, которым управлял добрый порядочный мужчина по имени Эдди (Джек Дэйли). Дела у Марджи пошли на лад, и вскоре она арендовала приличную комнату и открыла счёт в банке. Однажды в кафе она знакомится с девушкой по имени Фло (Мари Макдональд), который нечем было заплатить за обед. Памятуя о своём тяжёлом прошлом, Марджи угощает её обедом и предлагает жить в своей комнате, а вскоре устраивает её на работу в своё кафе.
Однажды после работы Марджи заходит в химчистку, чтобы забрать своё праздничное платье, которое, как выясняется, испортили на фабрике. Работник химчистки по имени Гас (Лон Чейни-младший) грубо отказывает ей в компенсации, заявив, что она сдала им уже испорченное платье, после чего Марджи требует вызвать управляющего. На шум из подсобки выходит элегантный красавец латинского типа Митч Мур (Сизар Ромеро), который обещает во всём разобраться. У Марджи во время спора рассыпаются по полу вещи, и собирая их, Митч замечает у девушки сберегательную книжку, на которой лежит 866 долларов. Быстро сориентировавшись, Митч предлагает Марджи купить ей в магазине новое платье взамен испорченного, перед выходом из химчистки незаметно взяв у Гаса взаймы 20 долларов. В универмаге Митч покупает Марджи платье за 12 долларов, убедив девушку, что она в нём великолепна, а затем приглашает в кафе. Митч рассказывает, что недавно был помолвлен с богатой наследницей и должен был стать руководителем крупной фирмы её отца, однако свадьба расстроилась, и последние несколько месяцев он вынужден управлять химчисткой. После ресторана Митч отвозит Марджи в уединённое романтическое место на голливудские холмы с видом на ночной Лос-Анджелес, где они впервые целуются. Дома Марджи с восторгом рассказывает Фло о своём ухажёре — прекрасно одетом и обходительном, который возил её на собственной машине.
Вскоре Марджи, Фло и Митч весело проводят вечер в кафе Эдди, которому Митч пытается предложить какое-то выгодное дело. Марджи доверительно говорит подруге, что, она и Митч любят друг друга, и, возможно, вскоре поженятся. Фло, у которой намечаются отношения с правильным, но скучным Эдди, по-доброму завидует подруге. Неожиданно в кафе появляется Гас, незаметно говоря Митчу что-то о Никки (Марта Митрович), девушке, с которой Митч встречался ранее. После того, как Митч её бросил, Никки уже пыталась покончить с собой, и теперь собирается повторить попытку. Митч не обращает внимания на слова Гаса, однако тот категорически настаивает на том, чтобы Митч поехал к ней немедленно. Нехотя Митч приезжает к Никки домой, где видит, что она отравилась газом. На столе он находит записку со словами «жизнь без тебя не имеет смысла» и 10 долларами. Митч забирает деньги, на улице выбрасывает записку, сообщает Гасу, что Никки мертва, и спокойно уезжает. Вернувшись в кафе, на полученную десятку Митч заказывает всем выпивку. На следующее утро Марджи и Митч пьют кофе у неё дома. Марджи говорит Митчу, что он не похож на человека, который готов к браку. Он отвечает, что действительно сейчас не может позволить себе жениться, так как у него много долгов, и он может вскоре вообще потерять свою химчистку. Митч говорит, что если в ближайшее время не найдёт денег, то будет вынужден уехать на восток, на что Марджи заявляет: «Ты от меня не уедешь!»
Вечером Митч поднимается в квартиру Марджи, обнаруживая в дверях записку, что она задерживается на работе. Зайдя внутрь, Митч обыскивает ящики комода, обнаруживая в одном из них дорогие ювелирные часы. Митч кладёт часы на место, и в этот момент появляется Марджи. Она только что сняла в банке все свои деньги и ещё взяла денег взаймы у Фло, и всего получилось 1000 долларов, которые она отдаёт Митчу. На следующий день Митч покупает себе новую одежду и новую машину, однако, несмотря на напоминания Гаса, отказывается оплачивать долги химчистки. Митч говорит, что деньги получил от Марджи, и когда Гас спрашивает, почему Митч грабит только бедных, рабочих девушек, тот отвечает, что предпочитает действовать наверняка.
Однажды в кафе у Эдди появляется весёлая компания, в которой Марджи замечает Перл. Марджи не хочет с ней разговаривать, и не хочет, чтобы Митч узнал от Перл о её прошлом, и отпрашивается с работы. Появившемуся в кафе Митчу Фло сообщает, что Марджи сегодня не будет, поздравляя его с тем, что в пятницу он переезжает жить к Марджи. Митч скрывает удивление, а позднее делает безуспешную попытку поухаживать за Фло. Вечером дома вернувшаяся Марджи читает записку от Митча, что он не дождался её и уехал. Позднее дома Марджи откровенно рассказывает Фло, что когда-то в Сан-Франциско была магазинной воровкой и работала вместе с Перл. В качестве доказательства Марджи хочет показать спрятанные в комоде ювелирные часы, однако на месте их нет. Тем временем Митч приносит часы знакомому ростовщику в ломбард, который отказывается их принять, сообщая, что эти часы находятся в списке украденных вещей из ювелирного магазина в Сан-Франциско. Митч возвращается в квартиру Марджи и незаметно кладёт часы на место. Когда Марджи возвращается домой, Митч жалуется ей, что дела идут совсем плохо, и он по-прежнему весь в долгах. А он хотел бы жить с Мардж в хорошем доме и в полном достатке, однако поскольку сейчас это невозможно, он собирается на время переехать в Сан-Франциско, где у него есть партнёр и перспективное дело. Митч замечает, что Мардж испугалась при упоминании Сан-Франциско.
Заключив, что дела у Митча совсем плохи, и чтобы удержать любимого, Марджи решает пойти на кражу. Она находит Перл, и вместе с ней договаривается совершить кражу из магазина, однако уже в магазине отказывается от дела и убегает. Дома Марджи встречает полиция, которая нашла часы, и арестовывает её по обвинению в краже. Марджи быстро осуждают, и она получает год тюрьмы. Там Марджи встречает Перл, и, полагая, что та сдала её за провал последнего дела, отказывается с ней разговаривать. Через две недели после того, как Марджи оказалась в тюрьме, Фло приходит к Митчу в химчистку, спрашивая, почему его не было на суде, и почему он не помог с адвокатом. Митч пытается ухаживать за Фло, которая отказывает ему, так как встречается с Эдди. Между тем, ей удаётся вытянуть Митча на свидание к Марджи. На свидании Митч говорит Марджи, что не был на суде, так как ему было тяжело там присутствовать, зная, что не может ничего изменить. Затем он говорит ей, что у них всё в силе, а по выходе из здания тюрьмы сообщает Фло, что с Марджи у него всё кончено. Далее он сообщает, что говорил с отличным адвокатом, который попробует вытащить Марджи из тюрьмы, однако в качестве аванса ему нужно заплатить 200 долларов. Однако, по словам Митча, свою химчистку он практически потерял из-за долгов, и ему заплатить адвокату нечем. Затем он завозит Фло в тихое место на голливудских холмах, где почти силой целует её. На следующий день Фло собирает деньги на адвоката, которые вечером дома отдаёт Митчу, после чего они вместе ужинают.
Тем временем в тюрьме за прилежание и хорошее поведение Марджи назначают ассистенткой зубного врача, доктора Борден (Энн Тайрелл). Несколько дней спустя Митч привозит Фло в тюрьму на очередное свидание с Мардж, однако сам идти отказывается, не желая ей сообщать, что между ними всё кончено. Тогда Фло идёт одна, обещая сделать это за Митча. Во время свидания на вопрос Марджи, почему не пришёл Митч, Фло отвечает: «Забудь о нём, он тебя разлюбил. Так как ему было трудно это сказать, пришлось это сделать мне». После этого Марджи в слезах убегает. Вернувшись в машину, Фло спрашивает у Митча, почему за две недели адвокат так и не связался с Марджи и предлагает пойти выяснить причину этого к начальнику тюрьмы или поехать к самому адвокату. Митч просит её не вмешиваться, заявляя, что сам разберётся с этим делом. В окно из кабинета врача Марджи видит, как Фло выходит из тюрьмы и садится в машину Митча. На следующий день во время тюремной мессы Марджи рассказывает Перл, что это Фло, которая знала о часах, подставила её, чтобы завладеть Митчем. Она просит Перл помочь ей бежать, после чего та через своих связи среди уголовниц находит для Марджи пистолет. Передавая Марджи оружие в кабинете дантиста, Перл между делом делает несколько больших глотков медицинского спирта из бутылки на столе. После работы доктор Борден упрекает Марджи в том, что она незаконно допускает в кабинет заключённых и угощает их спиртом, намереваясь доложить об этом начальству. Когда доктор Борден снимает трубку, Марджи сзади бьёт её по спине, после чего та теряет сознание. Марджи берёт пистолет, одевает плащ и косынку доктора, во дворе садится в её машину и мимо ничего не подозревающей охраны выезжает за территорию тюрьмы. Вскоре в поисках Марджи полиция неожиданно появляется в химчистке Митча, видя, что тот занимается нелегальным букмекерством, и задерживает его и Гаса. В участке Гаса сразу же выпускают под залог, а Митча оставляют для дальнейших разбирательств, так как против него обнаруживаются дополнительные материалы. Митч отдаёт Гасу ключи от своей машины и просит помочь выбраться как можно скорее, взяв деньги у Фло. Марджи находит Фло в кафе, и, угрожая ей пистолетом, требует сознаться, что та умышленно засадила её в тюрьму, чтобы завладеть Митчем. Вскоре приходят полицейские в поисках Марджи, однако Эдди заявляет, что её в кафе не было. Появившийся перед этим Гас рассказывает Марджи о том, как Митч её обманул. Узнав об этом, Марджи берёт машину Митча, заезжает в ближайший магазин, где, угрожая продавцу оружием, забирает из кассы 200 долларов. Затем она приезжает в участок и вносит эту сумму в качестве залога за Митча, после чего тот выходит на свободу. Марджи заявляет Митчу, что ей всё известно, и они едут на машине в тихое место на голливудские холмы. Выяснив, что Марджи достала деньги на его освобождение, ограбив ликёро-водочный магазин, Митч с воодушевлением заявляет, что она способна на крупные дела. Он начинает фантазировать, что если она совершит по-настоящему крупное ограбление и получат много денег, то они смогут вместе бежать в Мексику и жить там богато и счастливо в большом красивом доме. Однако Марджи отвечает, что не сомневается в том, что он сдаст её, как и в прошлый раз, и как он сейчас пытался поступить с Фло. Со словами «ты насквозь прогнил» Мардж достаёт пистолет, однако Митч успевает схватиться за него. Начинается борьба, в ходе которой раздаётся выстрел, который оказывается для Митча смертельным. Мардж убегает, бросив оружие и машину, после чего является в полицейский участок и сдаётся властям.

## В ролях
- Сизар Ромеро — Митч Мур
- Джун Хэвок — Марджи Фостер
- Мари Макдональд — Фло
- Лон Чейни-младший — Гас
- Айрис Эдриан — Пёрл
- Джек Дэйли — Эдди
- Марта Митрович — Никки
- Энн Тиррелл — доктор Борден
- Майкл Марк — Милтон
- Кэтлин Фриман — Фоуб

## Создатели фильма и исполнители главных ролей
Как отметил киновед Хэл Эриксон, продюсером, соавтором сценария и режиссёром фильма был В. Ли Уайлдер, младший брат знаменитого режиссёра Билли Уайлдера. В качестве режиссёра У. Ли Уайлдер поставил в общей сложности 19 картин, среди них фильмы нуар «Великий Фламарион» (1945), «Странное воплощение» (1946), «Стеклянное алиби» (1946) и «Претендент» (1947).
По словам киноведа Майкла Кини, «в фильме занято много актёров, которые в дальнейшем стали заметными телезвёздами». Так, Джун Хэвок, известная по фильмам «Миллионы Брюстера» (1945), «Джентльменское соглашение» (1947), «Железный занавес» (1948), «История Молли Х» (1949) и «Чикагский предел» (1949), в середине 1950-х годов стала играть главную роль в ситкоме «Уилли» (1954—1955, 39 эпизодов). «Её латинский любовник Ромеро, который начал сниматься в кино ещё в 1933 году, впоследствии играл главную роль в приключенческом сериале „Паспорт опасности“ (1954—1958, 31 эпизод), был Джокером в „Бэтмене“ (1966—1968, 22 эпизода), а также имел постоянную роль в мыльной опере „Фэлкон Крест“ (1985—1988, 51 эпизод)». Как отмечает Кини, «даже многоопытный актёр Лон Чейни-младший, который здесь играет подчинённого Ромеро, завершил карьеру на телевидении (в роли индейского вождя!) в ситкоме „Пистолеты и юбочки“ (1966—1967, 5 эпизодов)». Что же касается, Мари «Боди» Макдональд, то она «после семи браков, певческой и актёрской карьер, которые так и не смогли подняться, умерла в 1965 году в возрасте 41 года от случайной передозировки лекарств».

## Съёмки фильма
Часть фильма снималась в районе Bunker Hill в Лос-Анджелесе, где на заднем плане можно лос-анджелесский фуникулёр. Некоторые сцены фильма снимались на натуре в тюрьме округа Лос-Анджелес.

## Оценка фильма критикой
После выхода картины на экраны кинообозреватель «Нью-Йорк Таймс» Босли Краузер назвал её «слабым маленьким приключенческим фильмом». В этой ленте, по словам Краузера, «Ромеро играет джентльмена с пристрастием к модной одежде и скучным женщинам. Профессиональный жулик, он уже отправил одну дамочку на самоуничтожение, после чего взялся за следующую простушку в лице Джун Хэвок, которая когда-то сама немного подворовывала в магазинах. Мисс Хэвок осознала ошибочность своего прошлого поведения, но, кажется, не способна разгадать Ромеро. При этом всё настолько очевидно, что любой кинозритель поймёт эту насквозь прозрачную историю задолго до того, как она дойдёт своим утомительным путём до той точки, когда наша леди, собираясь отправить своего лживого дружка на тот свет, страстно говорит ему: „Ты прогнил“». По мнению рецензента, то же можно сказать и о фильме в целом.
Современный критик Спенсер Селби отметил картину, написав, что она рассказывает о «женщине с несложившейся жизнью, которая знакомится с негодяем высокого уровня» класса. По мнению Майкла Кини, «это довольно хороший низкобюджетный фильм с отличной игрой Хэвок в главной роли» , а Хэл Эриксон заключил, что «хотя фильм содержит не так много неожиданного, однако он может похвастаться впечатляющим подбором актёров второго плана, включая Мари Макдональд, Лона Чейни-младшего, Айрис Эдриан и Кэтлин Фриман».